# Hermosillo
För andra betydelser, se Hermosillo (olika betydelser).

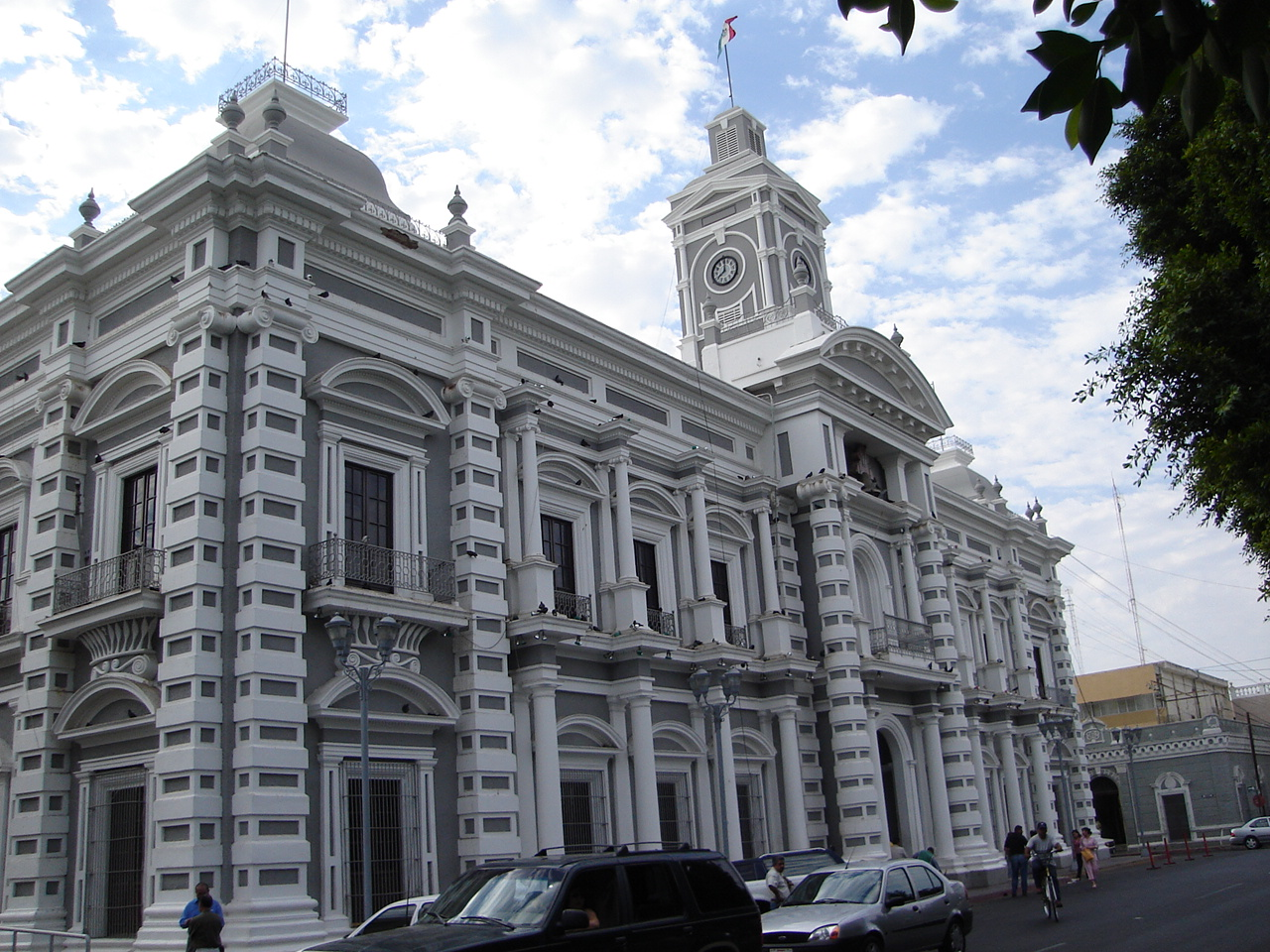
Palacio de Gobierno

Hermosillo är en stad i nordvästra Mexiko och är den administrativa huvudorten för delstaten Sonora. Staden har 672 720 invånare (2007), med totalt 735 873 invånare (2007) i hela kommunen på en yta av 14 880 km². Ön Tiburón är belägen inom kommunens gräns. Staden grundades på 1700-talet.

## Historia
Staden grundlades under 1700-talet, efter att de första bosättningar med folk av europeisk härkomst ankommit landet ett halvt århundrade tidigare. Tidigare hade indianer levt i området, men dessa hade efterhans blivit bortdrivna. Hermosillo fick stadsrättigheter 1741 och fick sitt nuvarande namn 1828 till ära av José María González de Hermosillo, som var aktiv under mexikanska frihetskriget.
I Hermosillo utspelades flera uppror, och staden motsatte sig den mexikanska regeringens lagar vid flera tillfällen under den senare hälften av 1800-talet. Trots detta fortsatte staden att utvecklas, och 1881 invigdes en järnvägslinje mellan Hermosillo och Guaymas. Vid slutet av århundradet hade staden 14 000 invånare.
Under den mexikanska revolutionen under 1910-talet var Hermosillo i ungefär fem månader Mexikos huvudstad och hemstad för Venustiano Carranzas regering. 1915 angreps staden av Pancho Villa, men kunde hålla tillbaka från revolutionärernas angrepp.

## Geografi
Staden ligger ganska centralt i staten Sonora med ett avstånd på cirka 270 kilometer från gränsen till USA. Den ligger mitt i Sonoraöknen och är känd för sitt extremt varma väder. Under en tremånadersperiod på sommaren ligger genomsnittstemperaturen cirka 40 °C. Samtidigt faller lite nederbörd. De två nederbördrikaste månaderna på året är juli och augusti, då det faller cirka 50 millimeter regn per månad.

## Näringsliv
Staden har en betydande industri med flera stora internationella företag representerade. Ford Motor Company har en stor fabrik i Hermosillo.
Den lokala flygplatsen General Ignacio Pesqueira Garcia International Airport har fasta avgångar till flera städer i både Mexiko och USA, såsom Mexico City, Phoenix och Los Angeles.
I staden finns universitetet Universidad de Sonora.